# Архиепархия Уагадугу
Архиепархия Уагадугу (лат. Archidioecesis Uagaduguensis) — архиепархия Римско-Католической Церкви с центром в городе Уагадугу, Буркина-Фасо. В архиепархию Уагадугу входят епархии Кудугу, Манга, Уахигуя.

## История
2 июля 1921 года Святой Престол учредил Апостольский викариат Уагадугу, выделив его из Апостольского викариата Сахары Французского Судана.
С 1926 года по 1947 год Апостольский викариат Уагадугу поделился своей территорией со следующими новыми апостольскими префектурами:
- 1 января 1926 года — Апостольская префектура Навронго (сегодня — епархия Тамале);
- 15 декабря 1927 года — Апостольская префектура Бобо-Диуласо (сегодня — архиепархия Бобо-Диуласо);
- 28 апреля 1942 года — Апостольская префектура Ниамей (сегодня — архиепархия Ниамея);
- 9 июня 1942 года — Апостольская префектура Гао (сегодня — епархия Мопти);
- 12 июня 1942 года — Апостольская префектура Уахигуйя (сегодня — епархия Кудугу).

14 сентября 1955 года Римский папа Пий XII преобразовал буллой «Dum tantis» Апостольский викариат Уагадугу в архиепархию.
С 1956 года по 1997 год архиепархия Уагадугу поделилась своей территорией со следующими новыми католическими епархиями:
- 20 февраля 1956 года — епархия Купела (сегодня — архиепархия Купела)
- 26 июня 1957 года — епархия Кая;
- 2 января 1997 года — епархия Манга.

## Ординарии епархии
- епископ Joanny Thévenoud (8.07.1921 — 16.09.1949);
- архиепископ Emile-Joseph Socquet (16.09.1949 — 12.01.1960);
- кардинал Поль Зуграна (5.04.1960 — 10.06.1995);
- архиепископ Jean-Marie Untaani Compaoré (10.06.1995 — 13.05.2009);
- кардинал Филипп Уэдраого (13.05.2009 — 16.10.2023);
- архиепископ Проспер Контиебо, M.I. (16.10.2023 — по настоящее время).

## Источник
- Annuario Pontificio, Ватикан, 2005
- Булла Dum tantis, AAS 48 (1956), p. 113 Архивная копия от 27 марта 2010 на Wayback Machine  (лат.)